# Schizocosa bilineata
Schizocosa bilineata este o specie de păianjeni din genul Schizocosa, familia Lycosidae. A fost descrisă pentru prima dată de Emerton, 1885. Conform Catalogue of Life specia Schizocosa bilineata nu are subspecii cunoscute.